# 蜂田古爾比売
蜂田古爾比売（はちだ の こにひめ、生年不明 - 和銅3年（710年）没）は、日本の飛鳥時代の人物である。河内国（後の和泉国）大鳥郡（現在の大阪府堺市）の人。高志才智を夫とし、天智天皇7年（668年）に僧行基を生んだ。

## 解説
古爾比売は蜂田虎身の長女で、天智天皇7年（668年）に河内国（和泉国）大鳥郡で行基を生んだ。夫は高志才智である。その家は同郡蜂田郷にあった。当時一般的だった妻問い婚・招婿婚により、才智が古爾比売の蜂田家に通い、そこで行基が生まれたのであろう。
古爾比売の事績については知られることはない。修行を終えた行基は、慶雲元年（704年）に自宅を仏閣にした。後の家原寺である。慶雲2年（705年）から古爾比売は、山林修行を終えた行基に導かれて佐紀堂（現在の奈良県奈良市佐紀町）に住んだ。慶雲4年（707年）からは生馬仙房（生駒山の家）に移り、和銅3年（710年）に死ぬまで行基とともに住んだ。
行基は母の死後も和銅5年（712年）まで生馬仙房（草野仙房とも）にとどまり、質素な生活をした。喪に服したのであろう。後に行基が葬られた竹林寺の前身である。